# VW Golf Sportsvan
| Sterne im Euro NCAP-Crashtest (2014) | 5 Sterne im Euro-NCAP-Crashtest |

Der VW Golf Sportsvan (interne Typbezeichnung AUV) ist ein Kompaktvan der Volkswagen AG und der Nachfolger des Golf Plus.
Er basiert wie zum Beispiel der Golf VII auf dem Modularen Querbaukasten. Er bietet fünf Sitzplätze; die Rücksitzbank ist asymmetrisch um 18 cm längs verschiebbar.
Produziert wurde der Sportsvan zwischen 2014 und 2020 im Volkswagenwerk Wolfsburg und seit dem 1. Februar 2016 auch bei FAW-Volkswagen in Foshan.
In Irland wird das Fahrzeug als Golf SV vermarktet.

## Geschichte
Der Vorverkauf begann am 19. Dezember 2013, Die Auslieferung begann am 30. Mai 2014. Das Facelift kam im Oktober 2017 in den Handel.

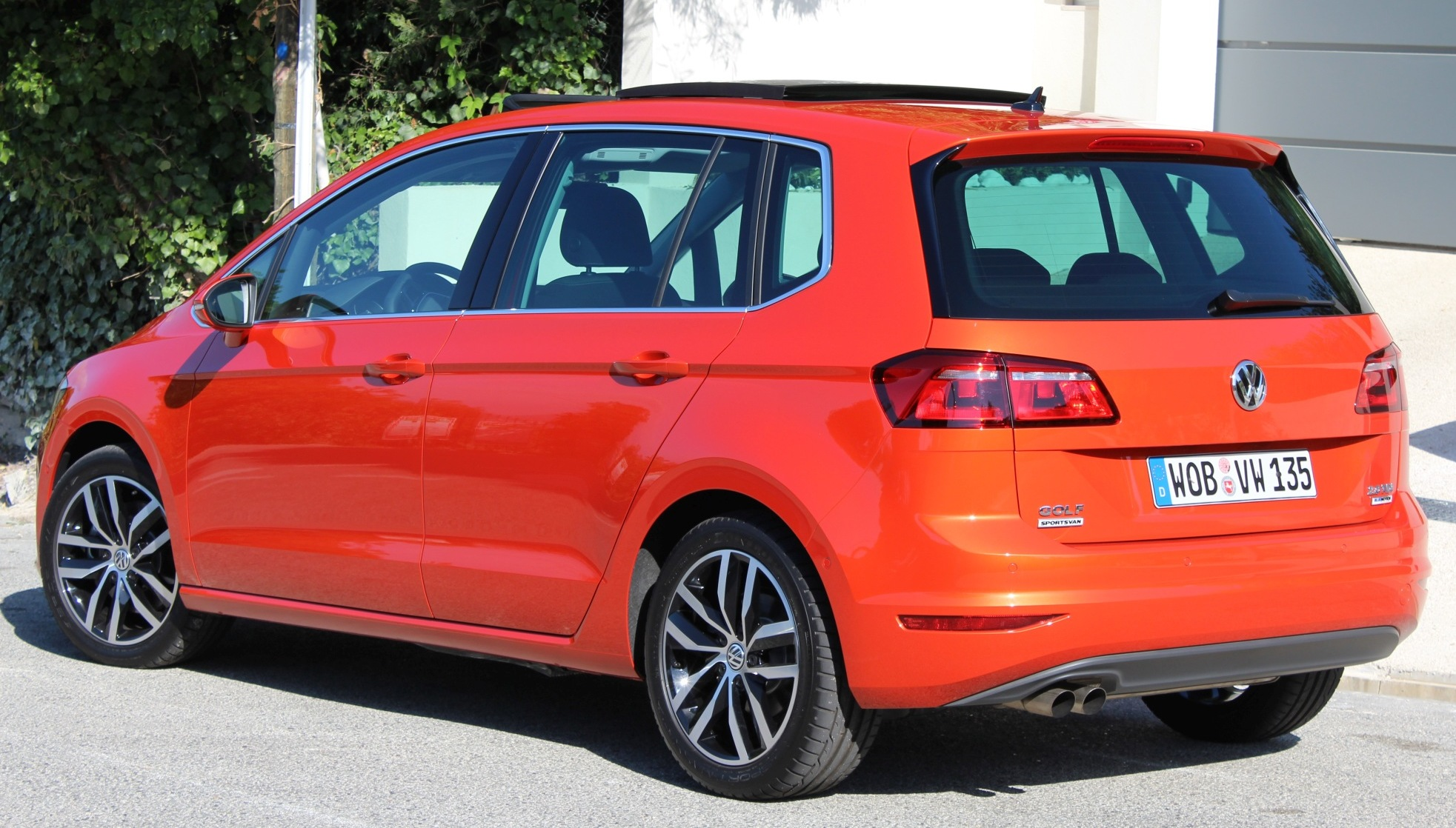
Heckansicht (2014–2017)
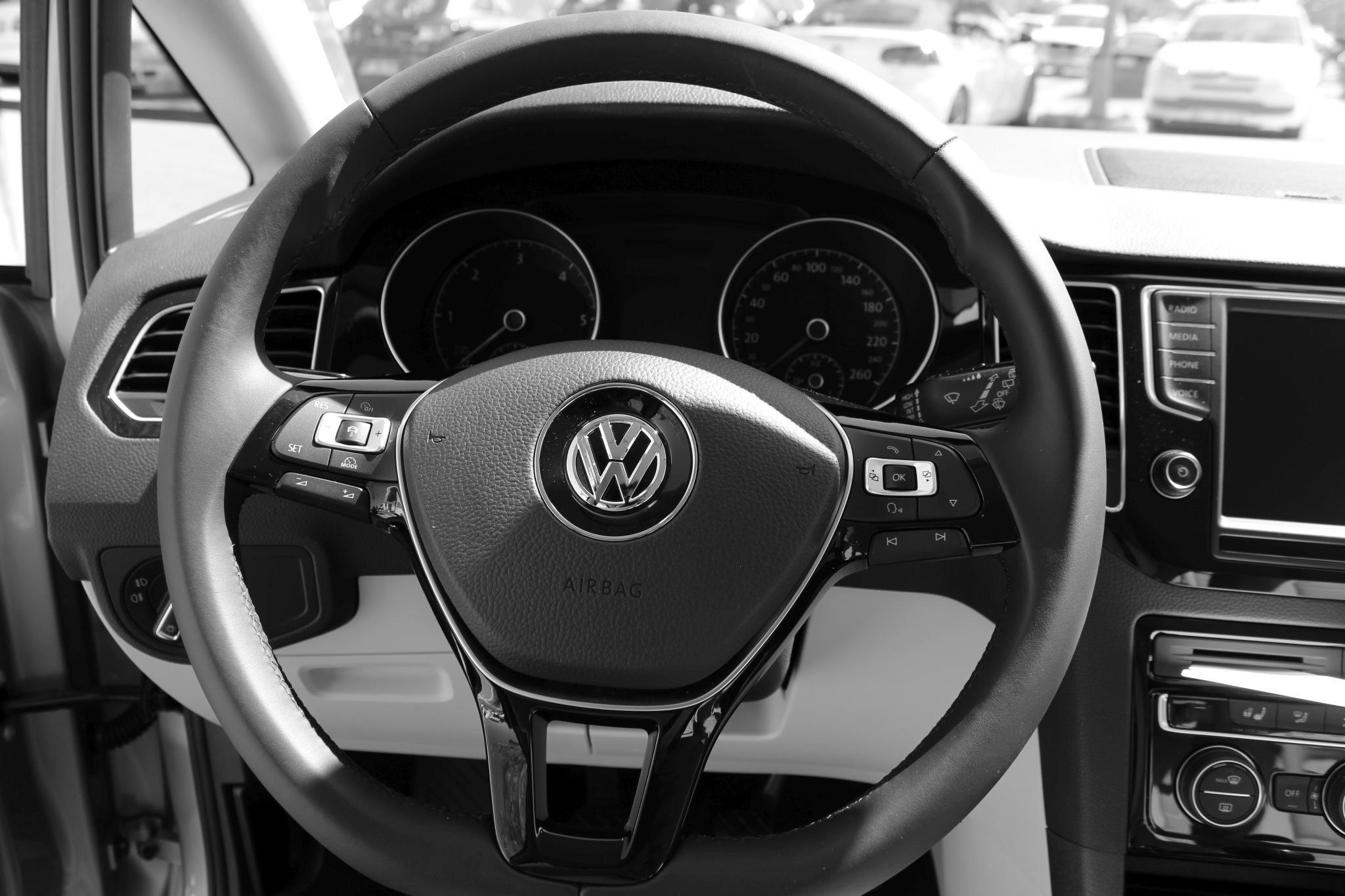
Blick aufs Cockpit (2014–2017)
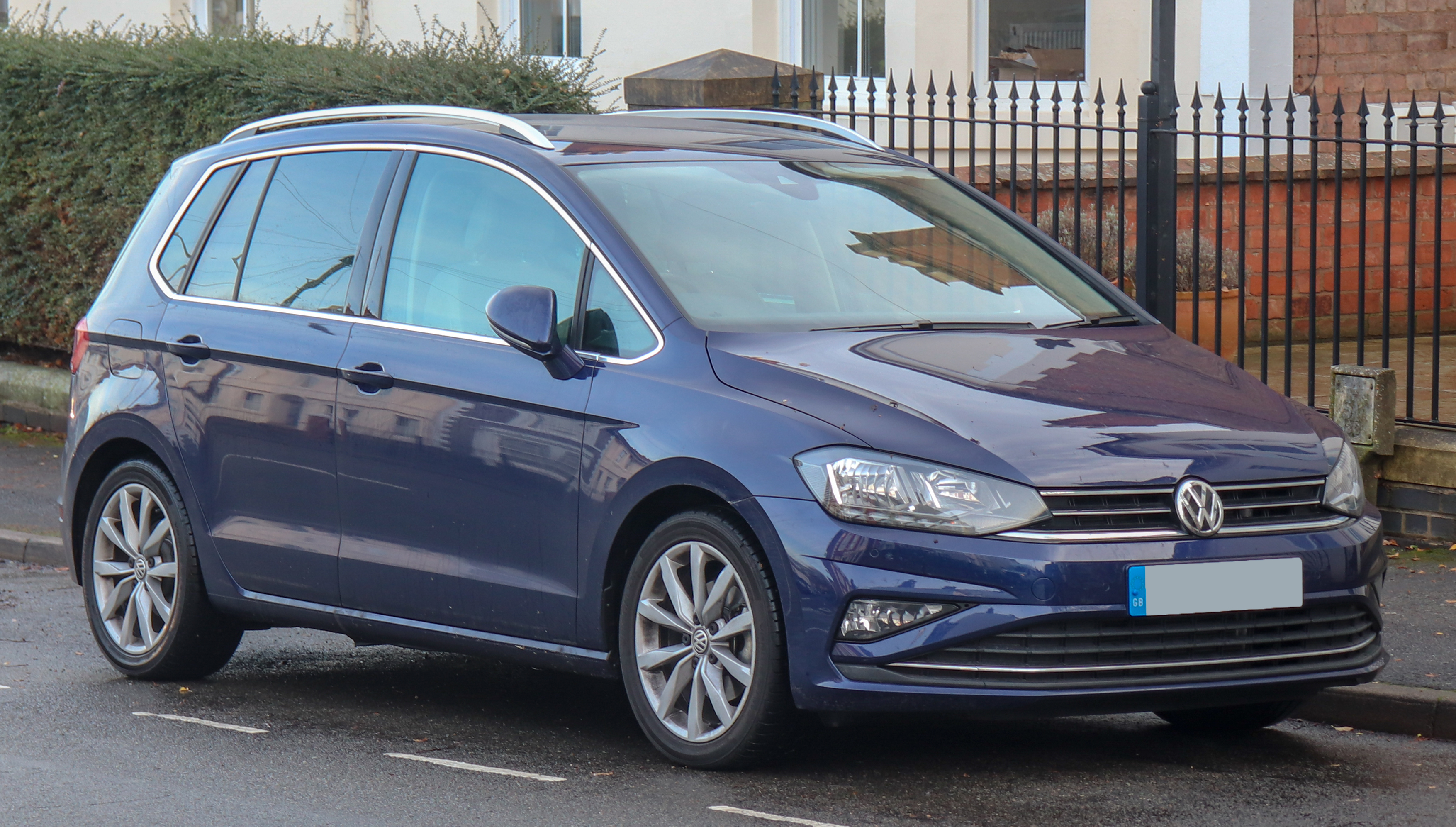
Facelift (2017–2020)
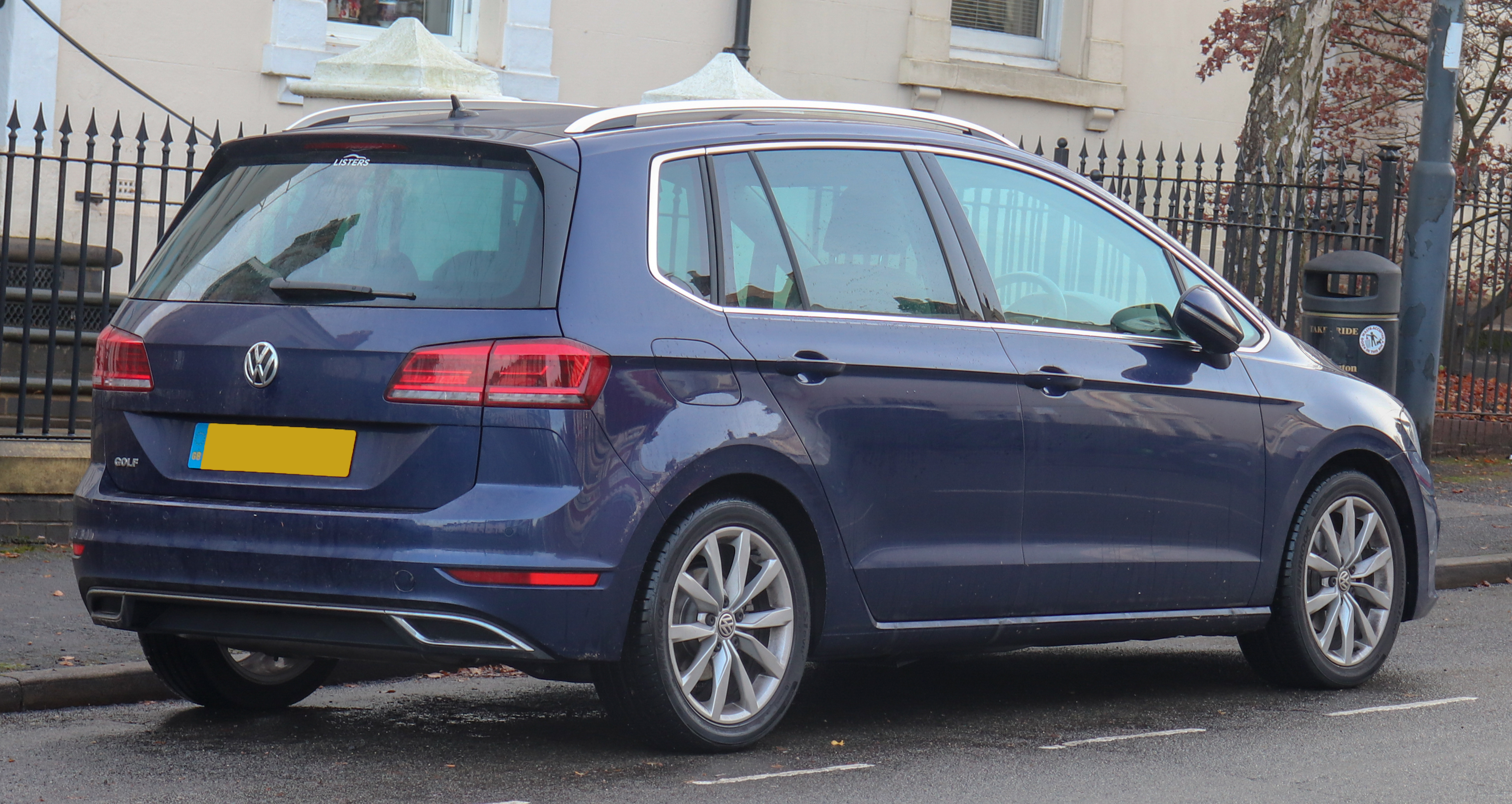
Heckansicht  (2017–2020)

## Ausstattungsvarianten
Es gibt drei Ausstattungsvarianten: Trend-, Comfort- und Highline, alle drei Varianten auch für die BlueMotion-Technik.
Seit Februar 2016 ist der Golf Sportsvan auch mit einem Ausstattungspaket namens R-Line erhältlich.
Als erster Volkswagen wird der Golf Sportsvan optional mit einem Ausparkassistent („Blind Spot-Sensor plus“) angeboten. Dieser kann beim Ausparken heranfahrende Autos aus bis zu 40 m Entfernung wahrnehmen und gegebenenfalls auch eine Notbremsung einleiten. Als Sonderausstattung sind unter anderem Progressivlenkung, beheizbares Lenkrad, Infotainment-System, mobile Onlinedienste wie Google Earth, ein UMTS-WLAN-Hotspot und die adaptive Fahrwerksregelung DCC (Dynamic Chassis Control) erhältlich.
Bei der adaptiven Fahrwerksregelung wird über elektrisch betätigte Ventile in den Stoßdämpfern deren Kennlinie verändert, das heißt der Reibungswiderstand für das in den Dämpfern hin und her strömende Öl ist steuerbar.

## Jahres-Sondermodelle
Volkswagen brachte für einige VW-Modelle (zum Beispiel Polo, Passat, Golf, Golf Sportsvan) jeweils ein Jahres-Sondermodell heraus.
Sie waren etwas besser ausgestattet als das Ausstattungspaket Comfortline und preisgünstiger als ein vergleichbar ausgestattetes Fahrzeug, bei dem diese Ausstattungen individuell bestellt wurden. Volkswagen bezifferte den Preisvorteil des VW Sportsvan mit „bis zu 3900 Euro“ (→ Rabattpolitik).
2014 hieß das Jahres-Sondermodell anspielend auf die Fußball-Weltmeisterschaft 2014 Cup, 2015 Lounge, 2016 Allstar, 2017 Sound, 2018 Join, 2019 IQ.DRIVE und 2020 United.

## Außenlackierungen
Für den Golf Sportsvan (bis 09/2017) waren folgende Lackierungen lieferbar:
| Uranograu               | Schwarz               | Tornadorot            | Pure White            |                          |                       |                     |                          |
| Limestonegrey Metallic  | Night-Blue Metallic   | Pacific-Blue Metallic | Pyramid Gold Metallic | Tungsten Silver Metallic | Reflexsilber Metallic | Sunset Red Metallic | Habanero Orange Metallic |
| Oryxweiß Perlmutteffekt | Deep Black Perleffekt |                       |                       |                          |                       |                     |                          |

Für den Golf Sportsvan (ab 10/2017) sind folgende Lackierungen lieferbar:
| Uranograu               | Pure White             |                          |                     |                       |                                    |
| Atlantic Blue Metallic  | Cranberry Red Metallic | Tungsten Silver Metallic | Indiumgrau Metallic | Reflexsilber Metallic | Petroleum Blue Metallic (IQ.DRIVE) |
| Oryxweiß Perlmutteffekt | Deep Black Perleffekt  |                          |                     |                       |                                    |

## Technische Daten
Der Golf Sportsvan hat einen cw-Wert von 0,3 und eine Stirnfläche von 2,41 m², das sind etwa 0,2 m² mehr als beim Golf VII.
Alle Motoren haben eine Wasserkühlung sowie eine Motoraufladung per Turbolader mit Ladeluftkühler.
Die Ventilsteuerung erfolgt über zwei obenliegende Nockenwellen und einen Zahnriemen.
Die Motoren sind quer eingebaut und treiben die Vorderräder an, Allradantrieb ist für den Golf Sportsvan nicht erhältlich.

### Ottomotoren
|                                             | 1.0 TSI                               | 1.0 TSI OPF                           | 1.0 TSI                               | 1.0 TSI OPF                           | 1.0 TSI BlueMotion                    | 1.2 TSI BMT                           | 1.2 TSI BMT                           | 1.4 TSI BMT                           | 1.4 TSI BMT                           | 1.5 TSI                                    | 1.5 TSI OPF                                | 1.5 TSI                                    | 1.5 TSI OPF                                |
| ------------------------------------------- | ------------------------------------- | ------------------------------------- | ------------------------------------- | ------------------------------------- | ------------------------------------- | ------------------------------------- | ------------------------------------- | ------------------------------------- | ------------------------------------- | ------------------------------------------ | ------------------------------------------ | ------------------------------------------ | ------------------------------------------ |
| Bauzeitraum                                 | 10/2017– 08/2018                      | 10/2018– 07/2019                      | 10/2017– 08/2018                      | 10/2018– 06/2020                      | 04/2015– 10/2017                      | 02/2014–10/2017                       | 02/2014–10/2017                       | 02/2014–10/2017                       | 02/2014–10/2017                       | 10/2017– 08/2018                           | 10/2018– 06/2020                           | 10/2017– 08/2018                           | 10/2018– 06/2020                           |
| Motorbaureihe                               | VW EA211                              | VW EA211                              | VW EA211                              | VW EA211                              | VW EA211                              | VW EA211                              | VW EA211                              | VW EA211                              | VW EA211                              | VW EA211 evo                               | VW EA211 evo                               | VW EA211 evo                               | VW EA211 evo                               |
| Motorkennbuchstaben                         | CHZK                                  |                                       | CHZC                                  |                                       | CHZD                                  | CYVA                                  | CYVB                                  | CZCA                                  | CZDA                                  | DACA                                       |                                            | DADA                                       |                                            |
| Motortyp, Zylinder/Ventile                  | R3/12, Turbolader, Direkteinspritzung | R3/12, Turbolader, Direkteinspritzung | R3/12, Turbolader, Direkteinspritzung | R3/12, Turbolader, Direkteinspritzung | R3/12, Turbolader, Direkteinspritzung | R4/16, Turbolader, Direkteinspritzung | R4/16, Turbolader, Direkteinspritzung | R4/16, Turbolader, Direkteinspritzung | R4/16, Turbolader, Direkteinspritzung | R4/16, Turbolader, Direkteinspritzung, ACT | R4/16, Turbolader, Direkteinspritzung, ACT | R4/16, Turbolader, Direkteinspritzung, ACT | R4/16, Turbolader, Direkteinspritzung, ACT |
| Bohrung × Hub                               | 74,5 × 76,4 mm                        | 74,5 × 76,4 mm                        | 74,5 × 76,4 mm                        | 74,5 × 76,4 mm                        | 74,5 × 76,4 mm                        | 71,0 × 75,6 mm                        | 71,0 × 75,6 mm                        | 74,5 × 80,0 mm                        | 74,5 × 80,0 mm                        | 74,5 × 85,9 mm                             | 74,5 × 85,9 mm                             | 74,5 × 85,9 mm                             | 74,5 × 85,9 mm                             |
| Hubraum                                     | 999 cm³                               | 999 cm³                               | 999 cm³                               | 999 cm³                               | 999 cm³                               | 1197 cm³                              | 1197 cm³                              | 1395 cm³                              | 1395 cm³                              | 1498 cm³                                   | 1498 cm³                                   | 1498 cm³                                   | 1498 cm³                                   |
| max. Leistung bei min−1                     | 63 kW (85 PS)/ 5000–5500              | 63 kW (85 PS)/ 5000–5500              | 81 kW (110 PS)/ 5000–5500             | 85 kW (115 PS)/ 5000–5500             | 85 kW (115 PS)/ 5000–5500             | 63 kW (86 PS)/ 4300–5300              | 81 kW (110 PS)/ 4600–5600             | 92 kW (125 PS)/ 5000–6000             | 110 kW (150 PS)/ 5000–6000            | 96 kW (130 PS)/ 5000–6000                  | 96 kW (130 PS)/ 5000–6000                  | 110 kW (150 PS)/ 5000–6000                 | 110 kW (150 PS)/ 5000–6000                 |
| max. Drehmoment bei min−1                   | 175 Nm/2000–3000                      | 175 Nm/2000–3000                      | 200 Nm/2000–3500                      | 200 Nm/2000–3500                      | 200 Nm/2000–3500                      | 160 Nm/ 1400–3500                     | 175 Nm/ 1400–4000                     | 200 Nm/ 1400–4000                     | 250 Nm/ 1500–3500                     | 200 Nm/1400–4000                           | 200 Nm/1400–4000                           | 250 Nm/1500–3500                           | 250 Nm/1500–3500                           |
| Antrieb, serienmäßig                        | Vorderradantrieb                      | Vorderradantrieb                      | Vorderradantrieb                      | Vorderradantrieb                      | Vorderradantrieb                      | Vorderradantrieb                      | Vorderradantrieb                      | Vorderradantrieb                      | Vorderradantrieb                      | Vorderradantrieb                           | Vorderradantrieb                           | Vorderradantrieb                           | Vorderradantrieb                           |
| Getriebe, serienmäßig                       | 5-Gang-Schaltgetriebe                 | 5-Gang-Schaltgetriebe                 | 6-Gang-Schaltgetriebe                 | 6-Gang-Schaltgetriebe                 | 6-Gang-Schaltgetriebe                 | 5-Gang-Schaltgetriebe                 | 6-Gang-Schaltgetriebe                 | 6-Gang-Schaltgetriebe                 | 6-Gang-Schaltgetriebe                 | 6-Gang-Schaltgetriebe                      | 6-Gang-Schaltgetriebe                      | 7-Gang-DSG                                 | 7-Gang-DSG                                 |
| Getriebe, optional                          | —                                     | —                                     | 7-Gang-DSG                            | —                                     | 7-Gang-DSG                            | —                                     | 7-Gang-DSG                            | 7-Gang-DSG                            | 7-Gang-DSG                            | 7-Gang-DSG                                 | —                                          | —                                          | —                                          |
| Leergewicht                                 | 1335 kg                               | 1335 kg                               | 1340 kg (1360 kg)                     | 1330 kg                               | 1319 kg (1346 kg)                     | 1320 kg                               | 1324 kg (1350 kg)                     | 1362 kg (1383 kg)                     | 1391 kg (1402 kg)                     | 1385 kg (1410 kg)                          | 1385 kg                                    | (1420 kg)                                  | (1420 kg)                                  |
| Höchstgeschwindigkeit                       | 177 km/h                              | 177 km/h                              | 192 km/h (192 km/h)                   | 192 km/h                              | 198 km/h (198 km/h)                   | 177 km/h                              | 192 km/h (192 km/h)                   | 200 km/h (200 km/h)                   | 212 km/h (212 km/h)                   | 202 km/h (202 km/h)                        | 202 km/h                                   | (212 km/h)                                 | (212 km/h)                                 |
| Beschleunigung, 0–100 km/h                  | 13,0 s                                | 13,0 s                                | 10,7 s (10,7 s)                       | 10,5 s                                | 10,4 s (10,4 s)                       | 13,2 s                                | 10,7 s (10,7 s)                       | 9,9 s (9,9 s)                         | 8,8 s (8,8 s)                         | 9,6 s (9,6 s)                              | 9,6 s                                      | (8,8 s)                                    | (8,8 s)                                    |
| Kraftstoffverbrauch auf 100 km (kombiniert) | 4,9–5,0 l S                           | 5,0 l S                               | 5,0–5,1 l S (5,0–5,1 l S)             | 5,0–5,2 l S                           | 4,7 l S (4,7 l S)                     | 4,9–5,2 l S                           | 5,1–5,3 l S (5,0–5,3 l S)             | 5,4–5,6 l S (5,2–5,4 l S)             | 5,4–5,6 l S (5,2–5,5 l S)             | 5,1–5,2 l S (5,1–5,2 l S)                  | 5,0–5,2 l S                                | (5,1–5,2 l S)                              | (5,3–5,4 l S)                              |
| CO2-Emissionen                              | 112–115 g/km                          | 113–114 g/km                          | 113–115 g/km (113–115 g/km)           | 114–118 g/km                          | 108 g/km (109 g/km)                   | 114–119 g/km                          | 117–122 g/km (116–121 g/km)           | 125–130 g/km (121–126 g/km)           | 125–130 g/km (121–126 g/km)           | 116–118 g/km (116–118 g/km)                | 115–119 g/km                               | (116–118 g/km)                             | (121–124 g/km)                             |
| Abgasnorm                                   | Euro 6                                | Euro 6d-TEMP                          | Euro 6                                | Euro 6d-TEMP                          | Euro 6                                | Euro 6                                | Euro 6                                | Euro 6                                | Euro 6                                | Euro 6                                     | Euro 6d-TEMP                               | Euro 6                                     | Euro 6d-TEMP                               |
| Werte in Klammern für Fahrzeuge mit DSG     |                                       |                                       |                                       |                                       |                                       |                                       |                                       |                                       |                                       |                                            |                                            |                                            |                                            |

### Dieselmotoren
|                                             | 1.6 TDI BlueMotion                                                   | 1.6 TDI DPF BlueMotion Technology                                    | 1.6 TDI DPF BlueMotion Technology                                    | 1.6 TDI SCR                                                          | 2.0 TDI BlueMotion Technology                                        | 2.0 TDI SCR                                                          |
| ------------------------------------------- | -------------------------------------------------------------------- | -------------------------------------------------------------------- | -------------------------------------------------------------------- | -------------------------------------------------------------------- | -------------------------------------------------------------------- | -------------------------------------------------------------------- |
| Bauzeitraum                                 | 07/2014–05/2015                                                      | 04/2014–09/2016                                                      | 09/2016–10/2017                                                      | 10/2018–06/2020                                                      | 04/2014–10/2017                                                      | 11/2018–06/2020                                                      |
| Motorbaureihe                               | VW EA288                                                             | VW EA288                                                             | VW EA288                                                             | VW EA288                                                             | VW EA288                                                             | VW EA288                                                             |
| Motorkennbuchstaben                         |                                                                      | CRKB, CXXB                                                           |                                                                      |                                                                      | CRBC, CRLB                                                           |                                                                      |
| Motortyp, Zylinder/Ventile                  | R4/16, Turbolader, Common-Rail-Einspritzung, Dieselrußpartikelfilter | R4/16, Turbolader, Common-Rail-Einspritzung, Dieselrußpartikelfilter | R4/16, Turbolader, Common-Rail-Einspritzung, Dieselrußpartikelfilter | R4/16, Turbolader, Common-Rail-Einspritzung, Dieselrußpartikelfilter | R4/16, Turbolader, Common-Rail-Einspritzung, Dieselrußpartikelfilter | R4/16, Turbolader, Common-Rail-Einspritzung, Dieselrußpartikelfilter |
| Bohrung × Hub                               | 79,5 × 80,5 mm                                                       | 79,5 × 80,5 mm                                                       | 79,5 × 80,5 mm                                                       | 79,5 × 80,5 mm                                                       | 81,0 × 95,5 mm                                                       | 81,0 × 95,5 mm                                                       |
| Hubraum                                     | 1598 cm³                                                             | 1598 cm³                                                             | 1598 cm³                                                             | 1598 cm³                                                             | 1968 cm³                                                             | 1968 cm³                                                             |
| max. Leistung bei min−1                     | 81 kW (110 PS)/3200–4000                                             | 81 kW (110 PS)/3200–4000                                             | 85 kW (115 PS)/3250–4000                                             | 85 kW (115 PS)/3250–4000                                             | 110 kW (150 PS)/3500–4000                                            | 110 kW (150 PS)/3500–4000                                            |
| max. Drehmoment bei min−1                   | 250 Nm/1500–3000                                                     | 250 Nm/1500–3000                                                     | 250 Nm/1500–3000                                                     | 250 Nm/1750–3200                                                     | 340 Nm/1750–3000                                                     | 340 Nm/1750–3000                                                     |
| Antrieb, serienmäßig                        | Vorderradantrieb                                                     | Vorderradantrieb                                                     | Vorderradantrieb                                                     | Vorderradantrieb                                                     | Vorderradantrieb                                                     | Vorderradantrieb                                                     |
| Getriebe, serienmäßig                       | 6-Gang-Schaltgetriebe                                                | 5-Gang-Schaltgetriebe                                                | 5-Gang-Schaltgetriebe                                                | 5-Gang-Schaltgetriebe                                                | 6-Gang-Schaltgetriebe                                                | 7-Gang-DSG                                                           |
| Getriebe, optional                          | —                                                                    | 7-Gang-DSG                                                           | 7-Gang-DSG                                                           | 7-Gang-DSG                                                           | 6-Gang-DSG                                                           | —                                                                    |
| Leergewicht                                 | 1435 kg                                                              | 1420 kg (1436 kg)                                                    | 1420 kg (1438 kg)                                                    | 1445 kg (1465 kg)                                                    | 1474 kg (1492 kg)                                                    | (1535 kg)                                                            |
| Höchstgeschwindigkeit                       | 196 km/h                                                             | 192 km/h (192 km/h)                                                  | 194 km/h (194 km/h)                                                  | 194 km/h (194 km/h)                                                  | 212 km/h (210 km/h)                                                  | (210 km/h)                                                           |
| Beschleunigung, 0–100 km/h                  | 11,3 s                                                               | 11,3 s (11,3 s)                                                      | 11,0 s (11,0 s)                                                      | 11,1 s (11,1 s)                                                      | 9,2 s (9,2 s)                                                        | (9,3 s)                                                              |
| Kraftstoffverbrauch auf 100 km (kombiniert) | 3,6 l D                                                              | 3,9–4,1 l D (4,0–4,2 l D)                                            | 4,2–4,3 l D (4,1–4,2 l D)                                            | 4,3–4,4 l D (4,2 l D)                                                | 4,3–4,4 l D (4,6–4,7 l D)                                            | (4,6–4,7 l D)                                                        |
| CO2-Emissionen (kombiniert)                 | 95 g/km                                                              | 101–106 g/km (104–109 g/km)                                          | 110–113 g/km (106–109 g/km)                                          | 113–116 g/km (109–111 g/km)                                          | 113–115 g/km (119–122 g/km)                                          | (120–122 g/km)                                                       |
| Abgasnorm                                   | Euro 5                                                               | Euro 6                                                               | Euro 6                                                               | Euro 6d-TEMP                                                         | Euro 6                                                               | Euro 6d-TEMP                                                         |
| Werte in Klammern für Fahrzeuge mit DSG     |                                                                      |                                                                      |                                                                      |                                                                      |                                                                      |                                                                      |